# Criquetot-l'Esneval
Criquetot-l'Esneval é uma comuna francesa na região administrativa da Normandia, no departamento de Sena Marítimo. Estende-se por uma área de 13,46 km². Em 2010 a comuna tinha 2 661 habitantes (densidade: 197,7 hab./km²).